# Línea 25 (Maldonado)
La línea 25 es un servicio de transporte público del departamento de Maldonado, Uruguay. Su punto de partida es el balneario José Ignacio y el destino es San Carlos.
Cuenta con una prestación directa que va directo por ruta 9 una vez al día, la cual sale desde la Dirección Nacional de Vialidad.

## Recorrido
Este servicio realiza los siguientes trayectos.

### Ida
Vialidad, Av. Alvariza, 25 de Agosto, 4 de Octubre, Av. Rodó, Terminal San Carlos, Carlos Reyles, Av. Rocha, Fernández Chávez, Gral. Artigas (Rambla), 25 de Agosto, Cno. Cerro Egusquiza, Ruta 10, (La Barra, Mananatiales, El Chorro, Balneario Bs.As., Santa Mónica, La Juanita), José Ignacio.

### Vuelta
Plaza José Ignacio, Ruta 10, La Barra, Cno. Cerro Egusquiza, 25 de Agosto, Av. Rodó, Av. Alvariza, Vialidad.